# Антиєврейські протести на Північному Кавказі
Наприкінці жовтня 2023 року, під час війни між Ізраїлем і ХАМАС, у деяких північнокавказьких республіках Росії, де серед населення присутня мусульманська більшість, сталося кілька Єврейських погромів.

## Хронологія

### 28 жовтня

#### Хасав'юрт
28 жовтня 2023 року радикально налаштовані жителі Хасав'юрта зібралися біля готелю «Фламінго» після повідомлень про те, що там нібито розміщуються біженці з Ізраїлю. Протестувальники вимагали від усіх мешканців готелю підійти до вікон, щоб на них подивитися. Коли гості цього не зробили, в будівлю почали кидати каміння. Присутні вигукували «Аллаху Акбар» і вимагали впустити їх до готелю. Прибула на місце події поліція дозволила протестувальникам перевірити готель, щоб переконатися, що в ньому немає євреїв. Після перевірки готелю натовп почав розходитися, а згодом біля готелю було вивішено повідомлення про те, що євреям вхід заборонено.

#### Черкеськ
Того ж дня в Черкеську, столиці Карачаєво-Черкеської Республіки, пройшов антисемітський мітинг з вимогою виселити з регіону євреїв, на що влада республіки відповіла, що для цього немає підстав.

### 29 жовтня

#### Нальчик
У Нальчику в Кабардино-Балкарії підпалили недобудований єврейський релігійний культурний центр, а на стіні написали: «Смерть Яхудам».

#### Аеропорт Махачкала
29 жовтня 2023 року біля аеропорту Махачкали зібрався натовп протестувальників. Причиною протестів стало прибуття рейсу Red Wings з Тель-Авіва. Раніше в месенджері Telegram почали поширюватися повідомлення із закликами приїхати в аеропорт і не допустити посадку літака, що прибуває в Дагестан прямим рейсом з Ізраїлю. Ізраїльський новинний канал Chanel 12 повідомив, що більшість людей у натовпі були палестинськими емігрантами.
За даними сервісу Flight Radar 24, літак з Тель-Авіва приземлився о 19:17 за місцевим часом.
Люди натовпу почали перевіряли машини в пошуках євреїв. Над аеропортом підняли палестинський прапор і натовп скандував «смерть євреям». Росія була змушена закрити дію аеропорту «через проникнення невідомих осіб». Владі РФ довелося створити оперативний штаб і призначити його головою Сергія Мелікова. Це стало першим випадком після війни з Чечнею, коли влада РФ повністю втратила контроль над аеропортом у великому місті Росії. В аеропорту неодноразово була стрілянина, а управління СК по Дагестану порушило кримінальну справу за статтею про організацію масових заворушень (частина 1 статті 212 КК Росії).
Десятки людей дістали поранення аж до вкрай важкого ступеня, включно зі співробітниками поліції. Карети швидкої допомоги не могли доїхати через натовп. Погромники покалічили самі себе і поліцейських, оскільки на рейсі, що прибув з Тель-Авіва до Махачкали, не було ні євреїв, ні ізраїльтян. Аеропорт був розгромлений і обкрадений погромниками, «склади і магазини аеропорту Махачкали розграбовані. Оргтехніку та обладнання торгових залів і галерей, а також комп'ютери та касові апарати зламано або вкрадено».

В юдейській громаді Дагестану почали розглядати питання евакуації євреїв з республіки. За словами представника головного рабинату Росії в Дагестані Овадьї Ісакова:
Ситуація дуже важка в Дагестані, люди з громади бояться, вони телефонують, а я не знаю, що порадити. Одна жінка звернулася по допомогу до дільничного, а той сказав: «Ну, ви ж бачите, що ви робите з їхніми дітьми там». Вона намагалася пояснити, що ХАМАС робить, але для дільничного все навпаки. Весь світ перевернуть для нього і всіх інших.
В Ізраїлі готують план евакуації ізраїльтян і євреїв із Махачкали.
Міністерство охорони здоров'я російського регіону Дагестан повідомило, що під час заворушень в аеропорту Махачкали постраждали більше ніж 20 людей, 10 із них мають серйозні травми, у тому числі двоє перебувають у вкрай тяжкому стані. Постраждали щонайменше дев'ятеро співробітників поліції, двоє з них перебувають у лікарні.
Голова Дагестану Сергій Меліков заявив про порушення кримінальних справ щодо «низки фактів, які стали прецедентом вчорашніх подій». Він також пообіцяв, що «прощення не буде нікому». При цьому чиновник стверджує, що причиною протестів стали «спроби дестабілізувати ситуацію з-за кордону, зокрема, проукраїнськими телеграм-каналами».

### 30 жовтня
У Махачкалі відбулася акція на підтримку Палестини, яку розігнали.
У Черкеську антисемітський мітинг пройшов прямо перед будівлею уряду Карачаєво-Черкесії. У мітингу взяли участь кілька сотень людей. Мітингувальники з палестинськими прапорами висловлювали антисемітські гасла. Крім цього, вони заявляли, що «євреї люблять вбивати», і вимагали «не допускати, щоб сюди приїжджали євреї, саме євреї», натовп вимагав «виселити з Карачаєво-Черкеської Республіки всіх євреїв».

## Реакції
Уряд Ізраїлю закликав російську владу захистити ізраїльтян і євреїв у Росії. МЗС Ізраїлю разом з офісом прем'єр-міністра Ізраїлю випустили заяву:
Держава Ізраїль з усією серйозністю ставиться до спроб заподіяти шкоду ізраїльським громадянам і євреям у всьому світі. Апарат прем'єр-міністра, МЗС і Рада національної безпеки стежать за розвитком подій у Дагестані на півдні Росії. Ізраїль очікує, що російські правоохоронні органи захистять безпеку всіх ізраїльських громадян і євреїв, хоч би де вони перебували, і рішуче діятимуть проти погромників і дикого підбурювання, спрямованого проти євреїв та ізраїльтян. Посол Ізраїлю в Росії Алекс Бен-Цві працює з владою Росії над забезпеченням безпеки ізраїльтян і євреїв у цій країні.
Дружина і радник муфтія Дагестану зі зв'язків із громадськістю, ЗМІ, органами влади та міжконфесійних питань — Айна Гамзатова заявила 30 жовтня, «що з першого дня оголошення війни ХАМАС Ізраїлю в Дагестані „почалося цькування“ на її адресу за захист євреїв.»
Представники Російського єврейського конгресу назвав події в Дагестані «нетиповими для Росії».
Президент України вказав на те, що випадок у Махачкалі не поодинокий і є частиною «масово поширеної в Росії культури ненависті до інших народів». При цьому, на його думку, таку культуру пропагують державні медіа та представники влади.
«За останній рік російський міністр закордонних справ дозволив собі низку антисемітських висловлювань. Російський президент також використовував антисемітські образи. Для російських пропагандистів на офіційному телебаченні риторика ненависті є звичною справою», — заявив Володимир Зеленський.
Прессекретар російського президента — Дмитро Пєсков заявив, що події в аеропорту Махачкали — «багато в чому результат втручання ззовні».
«Добре відомо й очевидно, що вчорашня подія навколо аеропорту Махачкали є багато в чому результатами втручання ззовні, включно з інформаційним впливом ззовні», — заявив Пєсков на брифінгу.
Представник Ради національної безпеки США Едрієнн Вотсон заявила, що Америка засуджує російські «антисемітські протести».
У Державному департаменті США засудили погроми в Росії. Російську владу закликали забезпечити безпеку єврейського населення на території РФ.